# تگن‌ها

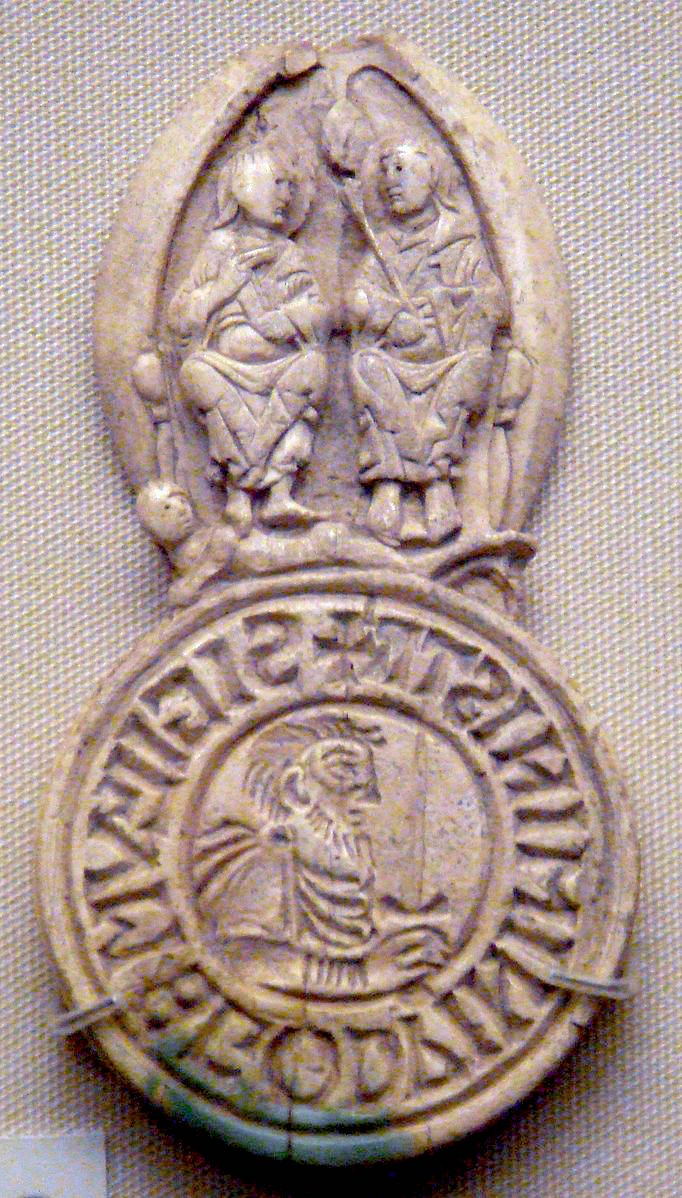
عاج کنده‌کاری‌شده از قرن ۱۱ با طرحی از یک تگن ناشناس

تگن‌‌ها (þeġn) در دوران انگلستان در عهد آنگلوساکسون‌ها، خان یا تیول‌دار آزاد بود که در قبال خدمات نظامی می‌توانست از شاه یا ارباب، زمین بگیرد. تگن‌ها از سلسله مراتب مقام، پس از نجیب‌زادگان موروثی و قبل از آزادمردان قرار داشتند. تگن‌ها بر ساختار اجتماعی روستا چیره بودند و از املاکی که اساساً از نوع مِلک اربابی بود بهره‌برداری می‌کردند.